# The Right Time (The Corrs sang)
"The Right Time" er en sang af det keltiske folkrockband The Corrs. Det er den tredje single fra deres debutalbum Forgiven, Not Forgotten, og den blev udgivet i 1996, og nummeret blev remixet til radio. Remixet erstattede den lette rytme med et hårdslående takt sammen med bas i reggaestil. Sangen blev en del af deres live-set flere år senere.
"The Right Time" var målrettet popradio af Atlantic US, og videoens tema var derfor 1960'ernes pop blandet med psykedelisk musik, og bandets nye frisure samt PR-fotos. Den nye stil varede omkring en uge inden The Corrs' klassiske udseende vendte tilbage. Musikvideoen til sangen blev oprindeligt filmet og udgivet med "Radio Edit – Dance Mix" versionen; markedsføringen blev også udført med denne version. Albumversionen findes på DVD'en til Best of The Corrs.
Warner's International udgav "Forgiven, Not Forgotten" som den anden single fra albummet, mens Atlantic US gik direkte til "The Right Time".

## Spor
1. "The Right Time" (radio edit) – 3:34
2. "The Right Time" – 4:07
3. "Erin Shore" – 4:14

## Modtagelse
Larry Flick fra Billboard mente, at "The Right Time" "let kunne løfte denne utroligt tiltalende gruppe op på samme niveau som Ace of Base." Han tilføjede: "Denne single har bestemt de elementer, der skal til for at forbinde med den svenske gruppes fans: dansende reggae/pop-rytmer, muntre kvindelige harmonier og et sukkersødt omkvæd, der vil få dig til at nynne i timevis. Twistet er den konstante strøm af livlig keltisk violinspil. Mums, mums ..."
Steve Baltin fra Cash Box beskrev den som en "livlig popmelodi." Han skrev også: "Produceret af hitmageren David Foster, byder 'The Right Time' på meget tilgængelig vokal foran en venlig Ace of Base-lignende melodi. Et garanteret hit på CHR, 'The Right Time' kunne løfte The Corrs til næste niveau af popberømmelse."

## Musikvideo
Musikvideoen til "The Right Time" blev instrueret af Kevin Bray og er baseret på 1960'ernes fjernsyn. Bandets tøj og frisøre er ligeledes inspireret af 60'erne, og videoen er filmet i sort-hvid. Med forskellige visuelle effekter virker bandet enorme i forhold til rekvisitter og genstande i videoen.
Den blev optaget dagen efter, at bandet havde filmet videoen til den forrige single "Forgiven, Not Forgotten.

## Hitlister
| Hitliste                      | Højeste placering |
| ----------------------------- | ----------------- |
| Australian ARIA Singles Chart | 44                |
| Canadian Adult Contemporary   | 4                 |
| Canadian RPM Top 100 Singles  | 32                |
| German Singles Chart          | 76                |
| Irish Singles Chart           | 3                 |
| UK Singles Chart              | 84                |
| U.S. Adult Top 40             | 37                |